# Otto Arosemena

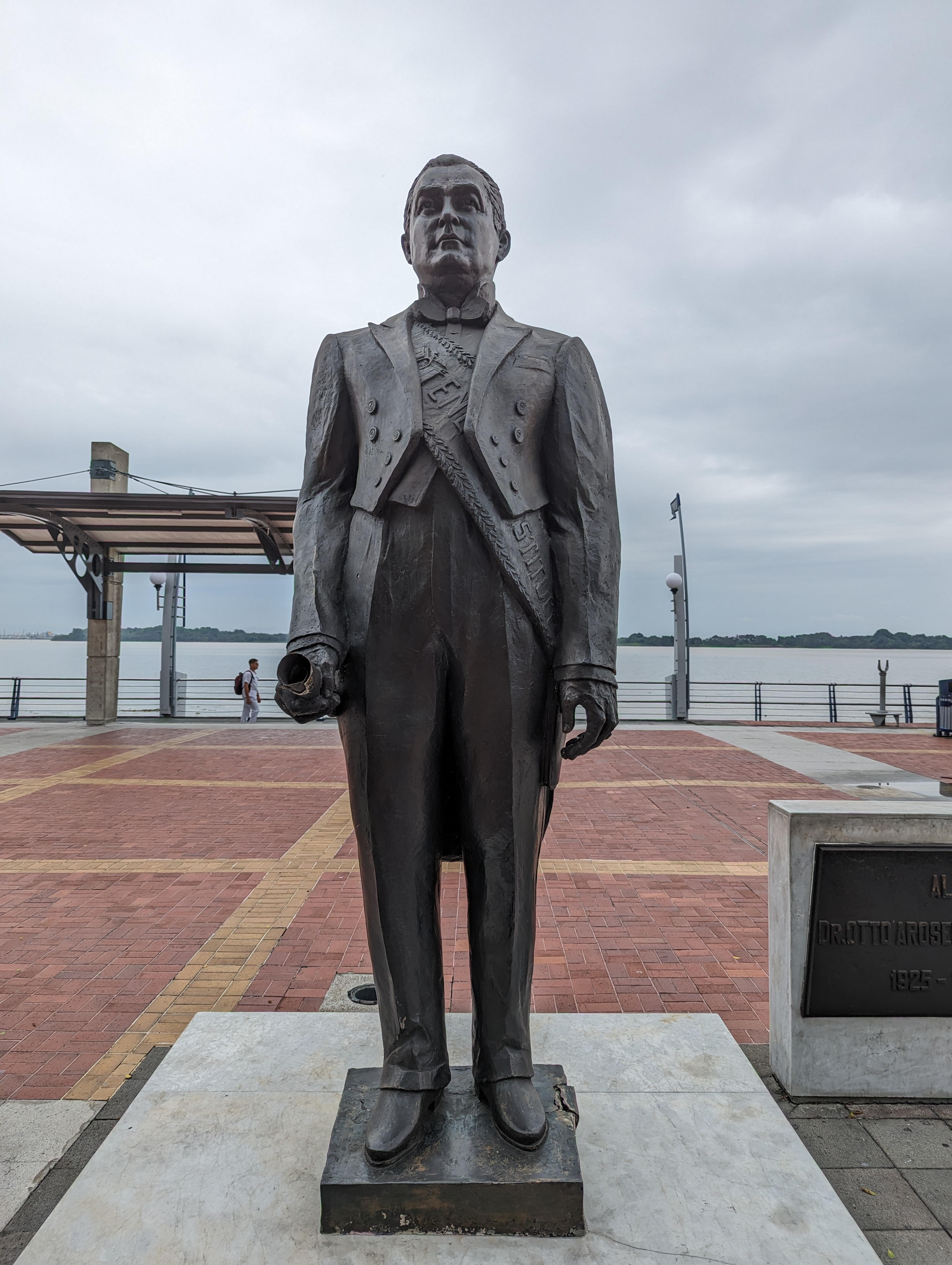
Otto-Arosemena-Denkmal am Malecon

Otto Arosemena Gómez (* 19. Juli 1925 in Guayaquil; † 20. April 1984 in Salinas) war ein ecuadorianischer Politiker und Anwalt und vom 16. November 1966 bis zum 31. August 1968 Präsident seines Landes.
Er absolvierte an der Universität Guayaquil sein Jurastudium mit der Promotion und wurde anschließend Anwalt. 1957 war er Parlamentspräsident und ab 1960 Senator. Er gründete die Partei Coalición Institucionalista Republicana, für die er ins Parlament einzog und Clemente Yerovi als Präsident folgte.
Die Wahlen 1968 gewann José María Velasco Ibarra, der wiederum von einem Militärputsch gestürzt wurde. Erst 1979 kehrte Ecuador zur Demokratie zurück. Im selben Jahr zog Arosemena erneut ins Parlament ein. 1980 schoss er einem gegnerischen Parlamentarier in die Wade und verbrachte in Folge einer Verurteilung drei Monate im Gefängnis. War danach erneut Parlamentsmitglied. Er starb 1984 im Badeort Salinas an einem Herzinfarkt.